# Johann Caspar Neubeck
Johann Caspar Neubeck (Neuböck, ca 1545 – 18. srpna 1594), od let 1574/5 biskup ve Vídni (nástupce Antonína Brusa z Mohelnice).